# Bityla pallida
Bityla pallida är en fjärilsart som beskrevs av Hudson 1905. Bityla pallida ingår i släktet Bityla och familjen nattflyn. Inga underarter finns listade i Catalogue of Life.